# Стоилово
Стоилово е село в Югоизточна България. То се намира в община Малко Търново, област Бургас.

## География
Село Стоилово е разположено в планината Странджа и в границите на Природен парк „Странджа“. То е типично странджанско село, разположено върху открояващо се било, оградено от реките Мечи дол (Айдере) от юг и изток и Велека от север. Селото се намира на 9 km от общинския център Малко Търново и на 74 km от областния център Бургас. Уникален климат в съчетание с гора от широколистни и иглолистни масиви. В непосредствена близост се намира голяма кариера за добиване на мрамор в сиво розови разцветки. Високо разположено в силно насечена местност е причина жителите на селото да използват за придвижване магарета и коне, а в отглеждането на животни главно кози. През 2001 г. в селото е имало 100 магарета и около 400 кози. В цяла Странджа планина Стоилово е най-известно с майсторите на плетени кошове. В днешно време селският туризъм и големият интерес към закупуване на стари селски къщи са основният двигател за възвръщане на живота в селото и региона.

## История
Селото се споменава за първи път в османски регистри от 1731 година под името Истуилова. Основните поминъци по това време са овцевъдство, въглищарство и кошничарство, което се практикува и в наши дни. Жителите на селото вземат дейно участие и дават немалко жертви в освободителните войни, особено в Преображенското въстание (1903 г.). Край Стоилово е местността Петрова нива, където през юли същата година е взето решение за начало на въстанието в Одринско. В началото на 1903 година Михаил Герджиков, Пано Ангелов и Никола Равашола създават в Стоилово революционен комитет, в който влизат Тодор Кабалиев, председател, Георги Попов – секретар-касиер и членове Михаил Тодоров Команджиоглу, Райко Димов и Димо Касъров. Стоилово е важен граничен пункт на Организацията.
При потушаването на въстанието Стоилово силно пострадва. Всичките 44 от 120 къщи са изгорени, останалите са ограбени, а сред населението има убити.
Стоилово е присъединено към България през 1913 г. Към 1926 г. в селото живеят 676 души.
| Смъртна дружина в Стоилово | Смъртна дружина в Стоилово | Смъртна дружина в Стоилово |
| Номер                      | Име                        | Длъжност                   |
| -------------------------- | -------------------------- | -------------------------- |
| 1.                         | Стоян Караибишев           | войвода                    |
| 2.                         | Димо П. Касъра             | подвойвода                 |
| 3.                         | Евтим Янев                 | подвойвода                 |
| 4.                         | Георги Стефанов            |                            |
| 5.                         | Янко Пасков                |                            |
| 6.                         | Петко Воденичаров          |                            |
| 7.                         | Никола С. Дюлгеров         |                            |
| 8.                         | Янаки Комунджиев           |                            |
| 9.                         | Димо С. Бараков            |                            |
| 10.                        | Райко Тропчов              |                            |
| 11.                        | Стамат Стоянов             |                            |
| 12.                        | Вълчо Маргаритов           |                            |
| 13.                        | Митрю Спиров               |                            |
| 14.                        | Гьорго Стоянов             |                            |
| 15.                        | Костадин Янев              |                            |
| 16.                        | Ненчо Николов              |                            |

## Население

### Етнически състав
Преброяване на населението през 2011 г.
Численост и дял на етническите групи според преброяването на населението през 2011 г.:
|                     | Численост |
| Общо                | 66        |
| Българи             | 64        |
| Турци               | -         |
| Цигани              | -         |
| Други               | -         |
| Не се самоопределят | -         |
| Неотговорили        | -         |

## Културни и природни забележителности
- Църквата „Свети Илия“ – в нея има олтарни двери от XVII век.[5] През 2018 г. е обявена за паметник на културата с местно значение.[7]
- Стари странджански къщи (18 – 19 век)
- Местността Петрова нива
- Водопадът Докузак, на едноименната река
- Карстова пропаст „Голямата въпа“ с дълбочина 125 m
- Близо до селото се намира резервата „Средока“.

## Личности
Родени в Стоилово
- Атанас Желязков Иванов (1872 – след 1943), български революционер, деец на ВМОРО
- Георги Костадинов Дукоолу (1875 – след 1943), български революционер, деец на ВМОРО
- Георги Попов (1883 – 1964), учител, деец на ВМОРО, секретар-касиер на Стоиловския революционен комитет, участник в Илинденско-Преображенското въстание[8]
- Георги Стефанов Мазнев (? - след 1958), български революционер
- Димо Г. Папазов, деец на ВМОРО, на 22 април 1943 година като жител на Бяла Слатина подава молба за българска народна пенсия, която е одобрена и пенсията е отпусната от Министерския съвет на Царство България[9]
- Димо Касъров, деец на ВМОРО, член на Стоиловския революционен комитет[10]
- Петко Димов Георгов Воденичаров (1872 – 1936), български революционер, деец на ВМОРО
- Райко Димов, деец на ВМОРО, член на Стоиловския революционен комитет.[11]
- Стоян Караибишев (Стоян Караибиша) (1852 – 1945) – български революционер, войвода на ВМОРО, роден и починал в Стоилово
- Тодор Кабалиев (1866 – 1935), български духовник и революционер